# Coniothyrium tamaricis
Coniothyrium tamaricis är en svampart som beskrevs av Oudem. 1901. Coniothyrium tamaricis ingår i släktet Coniothyrium och familjen Leptosphaeriaceae.   Inga underarter finns listade i Catalogue of Life.